# Francis (Saskatchewan)
Francis es un pueblo canadiense situado en la provincia de Saskatchewan.

## Superficie
Francis tiene una superficie de 0,62 km².

## Demografía
En 2021, tenía 182 habitantes, una densidad poblacional de 295,2 hab./km², y 92 viviendas.